# Стороженко Микола Ілліч

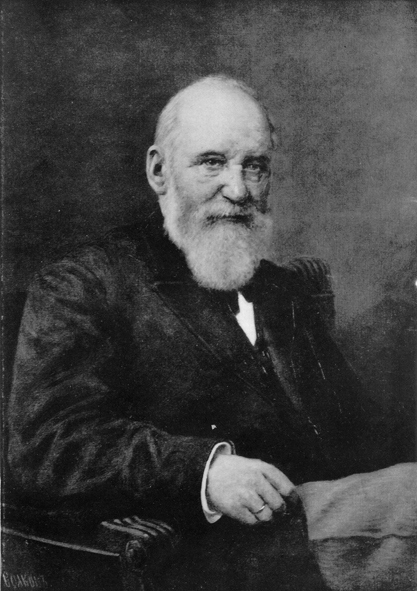
Микола Стороженко

Мико́ла Іллі́ч Стороже́нко (10 (22) травня 1836, Іржавець — †12 (25) січня 1906) — український історик літератури. Професор Московського Університету (з 1872), представник культурно-історичної школи в літературознавстві.
Далекий родич Дмитра та Левка Ревуцьких.

## Життєпис
Народився 10 (22) травня 1836 року в одному з родових маєтків старовинного козацького роду Стороженків – селі Іржавець Прилуцького повіту Полтавської губернії. У віці 10 років вступив до Першої київської гімназії, яку закінчив зі срібною медаллю, і у 1855 р. був зарахований до історико-філологічного факультету Московського університету. Ще студентом Микола Ілліч почав виявляти дослідницьке обдарування, друкуючи статтю під назвою «Разбор „Малороссийского литературного сборника“» (1859), присвячену українському слову та народним переказам, любов до яких він увібрав, зростаючи на рідній Полтавщині, і яку проніс крізь усе життя. На формування світогляду та наукових інтересів Миколи Стороженка значно вплинули його університетські викладачі – філолог-славіст О. Бодянський, якого Микола Ілліч знав з дитинства, а також професори Ф. Буслаєв, С. Шевирьов, П. Кудрявцев, Т. Грановський. Серед захоплень молодого вченого також театр, який викликал у нього інтерес до творчості Вільяма Шекспіра. Намагання співставити та порівняти західноєвропейські та російські літературні тенденції лягло в основу його наукових досліджень, а сам Шекспір та його літературні попередники стали предметом вивчення Стороженка-вченого.
Викладацьку практику Миколі Ілліч розпочав наприкінці 1862 р. у Першому московському училищі, як викладач російської словесності. Стороженко кілька разів відвідує Англію та Францію, збираючи і вивчаючи не лише свідоцтва, що стосувалися життя та творчості Шекспіра. Його увагу також привертають більш ранні автори – Лілі та Марло, під впливом яких сформувався літературний геній Шекспіра. 1872 року Стороженко захистив магістерську дисертацію «Предшественники Шекспира. Эпизод из истории английской драмы в эпоху Елизаветы. Т. 1: Лилли и Марло» (Санкт-Петербург: тип. В. Демакова, 1872. — [6], II, 294, 73 с.). Він став першим російським дослідником, який вивчав творчість Шекспіра та його епоху за оригінальними документами.
Того ж 1872 р. Стороженко був затверджений доцентом кафедри Історії загальної літератури, яка щойно утворилася при Московському університеті. Наступні відрядження за кордон «с ученою целью», здійснені ним у 1873, 1875-1876, вилилися у докторську дисертацію «Роберт Грин. Его жизнь и произведения» (Москва: тип. К. Индриха, 1878. — VI, 206, 36 с.), захистивши яку у Санкт-Петербурзькому університеті 1878 р. він отримав ступінь доктора історії загальної літератури. Монографія була перекладена англійською мовою. За значний внесок у шекспірознавство М. І. Стороженко був обраний віце-президентом Нового Лондонського Шекспірівського товариства (New Shakespeare-Society).
Енциклопедизм та глибина Стороженка, як вченого, поєднувалася в ньому з талантом лектора і викладача. У спогадах учнів і студентів він постає розумним, тонким оповідачем. Його кабінет у Рум’янцевському музеї, бібліотекарем якого він був призначений на початку 1893 року і його московська квартира були місцем, куди за потреби міг завітати за порадою чи допомогою будь-хто зі студентів чи знайомих. Дружба з Л. Толстим, М. Сеченовим, К. Тімірязєвим, М. Єрмоловою, Вол. Соловйовим, В. Розановим та іншими знаними діячами культури, надзвичайна гостинність зробили його помешкання центром літературної Москви. 35-літній ювілей науково-літературної діяльності Миколи Ілліча Стороженка був урочисто відзначений 1894 року у Москві.
У лютому 1896 року його спіткало величезне горе – померла його дружина Ольга Іванівна. Ця трагічна подія дуже вплинула на здоров’я самого Стороженка. Останні роки життя він був прикутий до інвалідного візка.
Помер у Москві 12 (23) січня 1906 року, відспівування відбулося при церкві Московського університету. Поховали М. І. Стороженка на Ваганьківському кладовищі. Свою бібліотеку, яка складалася більш ніж з 2000 томів, він заповів передати до університету, в якому пропрацював все своє життя. 

## Праці
Його основні праці присвячені творчості Вільяма Шекспіра.
У галузі української літератури Стороженко найбільше уваги віддав Т. Шевченкові («Первые четыре года ссылки Шевченко», 1888; «Новые материалы для биографии Шевченко», 1898) та ін., опубліковані в журналі «Киевская Старина».
За редакцією Івана Франка у Львові був виданий його «Нарис історії західно-європейської літератури до кінця XVIII століття» (1905).